# Smużka leśna
Smużka leśna (Sicista betulina) – gatunek ssaka z rodziny smużek (Sminthidae), występujący we wschodniej części Europy i w Azji.

## Klasyfikacja
Gatunek ten został opisany naukowo w 1779 roku przez P.S. Pallasa, jako Mus betulinus. Jako miejsce typowe wskazana została południowo-zachodnia Syberia, porośnięta brzozą równina na brzegu Iszymu i Step Barabiński. Część autorów wyróżnia współcześnie sześć podgatunków smużki leśnej.
S. betulina należy do północnej grupy gatunkowej. S. betulina przypomina swój siostrzany takson, S. strandi, pod względem pewnych cech morfologicznych, ale różni się kariotypem, kością prącia i morfologią plemników; między nimi występuje zaskakująco niska rozbieżność genetyczna (mniej niż 2%). Autorzy Illustrated Checklist of the Mammals of the World rozpoznają cztery podgatunki.

### Etymologia
- Sicista: według T.S. Palmera nazwa rodzajowa sicista pochodzi od tatarskiego słowa sikistan, oznaczającego „stadną mysz”, przy czym informację tę zaczerpnął on jakoby od P.S. Pallasa[14]. Sam Pallas jednak wymienia nazwę tatarską dshilkis-sitskan („Dʃhilkis-Sitʃkan”), gdzie dshilkis to „stadny, żyjący w stadzie, gromadny” (łac. gregalis), natomiast sitskan to „mysz” (łac. mus, muris)[15], por. w jedenastowiecznym słowniku Mahmuda z Kaszgaru:  yılkı „stado” i sıçgan „mysz”[16].
- betulina: nowołac. betulinus „z brzozy, brzozowy, jak brzoza”, od botanicznego rodzaju Betula Linnaeus, 1753 (brzoza), od łac. betula „brzoza”[17].
- montana: łac. montanus „z gór, górski”, od mons, montis „góra”[17].
- norvegica: Norwegia[17].
- taigica: tajga (ang. taiga, ros. тайга).

### Nazewnictwo zwyczajowe
W dawniejszej literaturze w języku polskim zwierzę to nazywano po prostu „smużka”. W wydanej w 2015 roku przez Muzeum i Instytut Zoologii Polskiej Akademii Nauk publikacji „Polskie nazewnictwo ssaków świata” nazwę smużka przypisano rodzajowi Sicista, natomiast gatunek Sicista betulina otrzymał nazwę smużka leśna.

## Występowanie
Smużka leśna zamieszkuje duże obszary Eurazji. Żyje na terenach od Danii, Norwegii i Austrii na zachodzie poprzez Europę Wschodnią, południową Syberię aż po jezioro Bajkał na wschodzie. Doniesienia o występowaniu w chińskim regionie rzeki Ussuri są uznawane za wątpliwe. Na północy Rosji i Finlandii jej zasięg sięga po koło podbiegunowe północne, a na południu po Karpaty. Populacje w Skandynawii, na Półwyspie Jutlandzkim, w Alpach i Karpatach są odizolowane od głównego zasięgu i uznawane za reliktowe. Zwierzę występuje od poziomu morza do 2200 m n.p.m. w Alpach Wschodnich.
Zasięg występowania w zależności od podgatunku:
- S. betulina betulina – środkowa i wschodnia Europa na wschód przez europejską część Rosji i południowo-zachodnią Syberię do północno-wschodnich gór Ałtaj, z zasięgiem rozciągających się na północ za kołem podbiegunowym (powyżej 68°N).
- S. betulina montana – Alpy (Szwajcaria, południowe Niemcy i Austria), Szumawa (Czechy) i Karpaty (Słowacja, południowa Polska, południowa Ukraina i Rumunia).
- S. betulina norvegica – Skandynawia.
- S. betulina taigica – południowa część wyżyn syberyjskich w południowej Rosji między północno-wschodnimi górami Ałtaj na wschód do północno-wschodniej części jeziora Bajkał w Irkucku i Buriacji.

Smużka leśna zamieszkuje różnorodne siedliska, w tym tajgę, regiel górny i piętro kosodrzewiny w górach. Żyje w lasach sosnowych i brzozowych z gęstym runem, i na bagnach. Zasugerowano, że może spędzać miesiące letnie na podmokłych łąkach, a przenosić się do lasów w chłodniejszych miesiącach.
W Polsce można ją spotkać głównie w rejonach północno-wschodnich, w Karpatach i na Lubelszczyźnie. Ponadto obserwowano ją wielokrotnie w dolinie Drwęcy. Rodzaj smużka pojawił się w neogenie; trzonowce smużek znalezione na ziemiach polskich w osadach z czasu zlodowacenia Wisły i wczesnego holocenu wskazują na ich przynależność do gatunku Sicista betulina. Historycznie była po raz pierwszy wzmiankowana w Polsce przez Tyzenhauza w XIX wieku.

## Wygląd
Jest to mały gryzoń, podobny do myszy z długim ogonem. Jego ciało wraz z głową ma długość 51–76 mm, ogon ma długość 76–108 mm; zwierzę ma masę od 5 do 13 g. Futro grzbietu jest żółtobrązowe, z wyraźną czarną pręgą, zaczynającą się na wysokości oczu i ciągnącą się wzdłuż kręgosłupa, po nasadę ogona. Spód ciała jest jasnoszary, żółtawy. Smużka leśna ma łącznie 18 zębów: jak wszystkie gryzonie ma górną i dolną parę siekaczy, cztery ukorzenione trzonowce w szczęce i trzy trzonowce w żuchwie.
| Wzór zębowy | Wzór zębowy | I | C | P | M |
| ----------- | ----------- | - | - | - | - |
| 18          | =           | 1 | 0 | 0 | 4 |
| 18          | =           | 1 | 0 | 0 | 3 |

Od podobnie ubarwionej, dużo pospolitszej myszarki polnej (Apodemus agrarius) można odróżnić ją po ogonie dłuższym od reszty ciała (u myszarki polnej jest krótszy), i braku typowej dla myszowatych „zajęczej wargi”: u smużki górna warga nie jest rozszczepiona.

## Tryb życia
Smużka leśna jest aktywna głównie nocą i o zmierzchu. Wspina się sprawnie po trawie i gałęziach. We wspinaczce pomaga sobie ogonem, chodząc po ziemi trzyma go zwykle wysoko. Potrafi chwytać gałęzie, wykorzystując mały palec stopy jako przeciwstawny pozostałym. W lecie buduje kuliste gniazdo z miękkich części roślin, umieszcza je wiszące w krzewach, położone w zagłębieniach gruntu, na mchu lub w spróchniałych pniach.
Jesienią schodzi na siedem miesięcy pod ziemię, do nory, gdzie zapada w sen zimowy. Trwa on w Europie od października do kwietnia. Hibernująca smużka zwija się w kłębek, owijając ciało ogonem. Także w zimne letnie dni zdarza się, że smużka zapada w stan odrętwienia. Po przebudzeniu ze snu zimowego, w maju, rozpoczyna okres godowy trwający do czerwca. Samica wydaje młode na świat tylko raz w roku, po ciąży trwającej 4–5 tygodni. W miocie rodzi się od 2 do 6 młodych.
Pokarmem smużki są owoce leśne, np. maliny, oraz owady.

## Populacja i zagrożenia
Smużka leśna jest rzadka w zachodniej (środkowoeuropejskiej) części zasięgu, a bardzo liczna we wschodniej (np. na Ukrainie i w Rosji). Na oceny liczebności może rzutować to, że jest trudna do złapania i prowadzi skryte życie. Ogólny trend zmian jej liczebności nie jest znany; nie obserwuje się cyklicznych zmian, a pomiędzy poszczególnymi latami liczebność populacji zmienia się o czynnik mniejszy niż 10. W Rumunii żyje około 1000 osobników, populacja zamieszkująca Park Narodowy Rodna jest bardzo stabilna; w Finlandii uważa się, że jej liczebność rośnie.
Rolnictwo może stanowić problem dla smużek żyjących w północnej części Niemiec. W Rumunii za zagrożenie uznawane jest wylesianie. Na innych obszarach zagrożenia są słabiej scharakteryzowane, ale globalnie gatunek nie jest uznawany za poważnie zagrożony.

## Ochrona
Międzynarodowa Unia Ochrony Przyrody uznaje smużkę leśną za gatunek najmniejszej troski. W ustawodawstwie europejskim smużka leśna została ujęta w załączniku II konwencji berneńskiej (Konwencja o ochronie gatunków dzikiej flory i fauny europejskiej oraz ich siedlisk) jako gatunek podlegający ścisłej ochronie oraz w załączniku IV dyrektywy siedliskowej jako gatunek podlegający ścisłej ochronie na terenie państw Unii Europejskiej. W Polsce smużka została objęta ochroną gatunkową w 1984 roku. W 2004 r. została objęta ochroną ścisłą. Tym samym wprowadzono bezwzględny zakaz między innymi zabijania, okaleczania, chwytania, transportowania, chowu, a także płoszenia, niepokojenia, niszczenia siedlisk smużki leśnej.